# Ромбіти
Ромбіти (пол. Rąbity) — село в Польщі, у гміні Залево Ілавського повіту Вармінсько-Мазурського воєводства.
Населення — 206 осіб (2011).
У 1975-1998 роках село належало до Ольштинського воєводства.

## Демографія
Демографічна структура станом на 31 березня 2011 року:
|          | Загалом | Допрацездатний вік | Працездатний вік | Постпрацездатний вік |
| -------- | ------- | ------------------ | ---------------- | -------------------- |
| Чоловіки | 109     | 26                 | 74               | 9                    |
| Жінки    | 97      | 18                 | 61               | 18                   |
| Разом    | 206     | 44                 | 135              | 27                   |